# Akerselva
L'Akerselva (Aker = nome proprio di un’ex municipalità nella contea di Akershus, ed elva = il fiume in norvegese) è il fiume più importante di Oslo (Norvegia). Nasce dal lago Maridalsvannet nei pressi di Kjelsås e sfocia nel fiordo di Oslo. 
Lungo circa 9 km, in alcuni tratti scorre interrato nei pressi della città di Oslo. Un tempo molto pescoso (salmone), nel 1800 fu importantissimo per la nascita e lo sviluppo dell'industria lungo il suo corso. La parte superiore, nella quale è possibile nuotare, è denominata "Stilla". Nella parte inferiore, invece, dal 1990 è possibile pescare trote e salmoni. Dal 1970 le industrie pesanti ai lati del fiume sono state trasformate in locali commerciali per l'industria leggera, per l'artigianato, per lo sport e per la ristorazione. È sorta pure una zona museale (museo del lavoro). Lungo le rive è adesso possibile passeggiare grazie alla presenza di sentieri naturali.